# فرد ديفيس
فرد ديفيس (بالإنجليزية: Fred Davis)‏ (1 يناير 1871 في المملكة المتحدة - ) هو لاعب كرة قدم بريطاني (وحمل سابقاً جنسية المملكة المتحدة لبريطانيا العظمى وأيرلندا) في مركز نصف الجناح. لعب مع نادي أرسنال ونوتينغهام فورست وBirmingham St George's F.C. ‏.